# 雲紋異胎䲁
雲紋異胎䲁（學名：Heteroclinus marmoratus），為輻鰭魚綱䲁形目胎䲁科異胎䲁屬的一個種，分布於東印度洋澳洲海域，深度5至13公尺，背鰭硬棘38-39枚、背鰭軟條6枚、臀鰭硬棘2枚、臀鰭軟條27-29枚，體長可達14公分，棲息在潮間帶潮池，雌魚產附著性卵，雄魚會守護卵，幼魚為浮游性，生活習性不明。